# سد آکوسومبو
سد آکوسومبو سدی است در کشور غنا که همچنین به عنوان یک نیروگاه برق‌آبی نیز به حساب می‌آید. این سد بر روی رود ولتا در جنوب شرقی کشور غنا درتنگه آکوسومبو ساخته شده‌است. ساخت این سد و سپس آبگیری آن سبب ایجاد دریاچه ولتا شده‌است. دریاچه ولتا از نظر حجم آب با ذخیره‌ای در حدود ۱۴۸ کیلومترمکعب ، سومین دریاچه سد بزرگ ساخت دست بشر در فهرست بزرگترین سدها بر پایه ذخیره به‌شمار می‌رود.
از دیدگاه مساحت ، دریاچه ولتا وسیع‌ترین دریاچه سد ساخت دست بشر به حساب می‌آید. مساحت این دریاچه سد ۸٫۵۰۲ کیلومتر مربع است، که ۳٫۶٪ از مساحت کشور غنا را تشکیل می‌دهد.